# 丁眼遵县
丁眼遵县，缅甸仰光省下辖的一个县，同时该县全境是仰光市的一部分。

## 历史沿革
2022年4月30日，缅甸政府以仰光东县丁眼遵镇区、南奥格拉巴镇区、淡汶镇区和仰景镇区新设丁眼遵县。

## 行政区划
丁眼遵县下辖丁眼遵镇区、南奥格拉巴镇区、淡汶镇区和仰景镇区4个镇区。